# Michał Janczarek
Michał Janczarek (ur. 7 maja 1979 w Bydgoszczy) – polski hokeista grający na pozycji obrońcy. Jest wychowankiem nieistniejącego już klubu BTH Bydgoszcz. Absolwent Szkoły Mistrzostwa Sportowego w Sosnowcu oraz Gdańsku. W 1999 uczestnik Mistrzostwa Świata U-20 w hokeju na lodzie grupy  B w Székesfehérvárze i Dunaújváros. Występował na Zimowej Uniwersjadzie 2001 w Zakopanem.

## Kariera klubowa
- Polonia Bydgoszcz / BTH Bydgoszcz
- SMS PZHL Gdańsk (1995-1996)
- SMS PZHL Sosnowiec (1996-1998)
- MKSHnL Toruń (1999-2000)
- Stoczniowiec Gdańsk (2000-2001)
- TKH Toruń (2001-2004)